# Crithagra sulphurata
El serín azufrado (Crithagra sulphurata) es una especie de ave paseriforme de la familia Fringillidae propia de África austral y ecuatorial. Su nombre se debe al color amarillo sulfúreo que presenta su plumaje.

## Distribución
Esta pequeña ave es una especie que vive en el centro y sur del continente africano.